# 매드 맥스 (영화)
《매드 맥스》(영어: Mad Max)은 1979년에 공개된 오스트레일리아의 영화이다. 《매드 맥스 시리즈》의 첫번째이다. 악역을 맡은 휴 키스번은 36년 뒤인 2015년에 매드 맥스: 분노의 도로에도 출연 하였다.

## 줄거리
디스토피아적 근미래의 오스트레일리아는 광범위한 석유 부족과 생태 파괴로 인해 주로 사회 질서의 붕괴에 직면해 있다. 베르세르크적 오토바이 갱 단원 크로포드 "나이트라이더" 몬타자노는 자금난에 시달리는 주력 순찰대(MFP)의 신입 경찰관을 살해하고 여자친구와 함께 특수 추격차량을 타고 탈출한다. 나이트라이더는 MFP의 최고 추격 요원인 맥스 로카탄스키가 그를 도로 차단으로 몰아넣어 나이트라이더와 그의 여자친구를 모두 사망에 이르게 하는 불타는 충돌이 발생할 때까지 MFP를 피할 수 있었다.
MFP 차고에서 맥스는 자신의 새 경찰차를 보게 된다. 특별히 제작된 V8 구동식 슈퍼차저 장착 검은색 특수 추격차량이었다. 맥스의 상관 프레드 "피피" 맥아피 대령과 경찰청장 라바투쉬 사이의 대화는 특수 추격차량이 경찰 업무에 지쳐가는 맥스를 계속 근무하게 하기 위한 뇌물로 승인되었음을 드러낸다. 토커터와 부바 자네티가 이끄는 나이트라이더의 오토바이 갱단은 마을에서 난동을 부리며 재산을 훼손하고 연료를 훔치며 주민들을 위협한다. 한 젊은 커플이 탈출을 시도하지만, 갱단은 그들의 차를 파괴하고 폭행한다. 맥스와 동료 경찰 짐 "구스" 레인스는 현장에서 토커터의 젊은 보호자 조니 더 보이를 체포한다. 법정에는 증인이 나타나지 않았고 조니는 재판을 받기에 정신적으로 부적합하다고 판단된다. 구스의 격렬한 반대에도 불구하고 조니는 부바의 보호 아래 풀려난다.
그날 밤 구스가 도시의 나이트클럽을 방문하는 동안 조니는 그의 경찰 오토바이를 고장 내어 다음 날 고속으로 잠기고 구스를 도로 밖으로 날려 버린다. 어리둥절했지만 다치지 않은 구스는 유트를 빌려 자신의 오토바이를 MFP 본부로 다시 끌고 간다. 가는 길에 조니가 브레이크 드럼을 앞유리로 던져 구스는 다시 충돌한다. 토커터는 마지못해 하는 조니에게 유트 잔해에 성냥을 던져 구스를 산 채로 불태우라고 재촉하고 강요한다. 병원 ICU에서 구스의 불에 탄 시신을 본 맥스는 피피에게 정신을 지키기 위해 MFP를 사임하겠다고 알린다. 피피는 그에게 결정을 내리기 전에 잠시 휴식을 취하도록 설득하고, 맥스는 아내 제시와 갓난 아들 "스프로그"(아이를 뜻하는 오스트레일리아 속어)와 함께 패널 밴을 타고 여행을 떠난다. 예비 타이어를 고치기 위해 멈췄을 때, 제시는 스프로그를 데리고 아이스크림을 사러 갔다가 토커터와 그의 갱단에게 습격당한다. 그녀는 탈출하고 가족은 나이 든 친구 메이 스와이지가 소유한 외딴 농장에 숨는다.
갱단은 숲을 통해 제시를 계속 추격하며, 맥스가 그들을 찾아 나간 동안 스프로그를 붙잡는다. 메이는 제시가 아이를 구하도록 돕고 세 사람은 스테이션 왜건을 타고 탈출하지만, 차가 고장 난다. 제시는 스프로그를 안고 도로를 달려가지만, 갱단이 그들을 그냥 들이받는다. 스프로그는 즉사하고, 혼수상태에 빠진 제시는 위독한 상태로 ICU에 입원한다. 가족에 대한 공격으로 인해 분노에 휩싸인 맥스는 경찰 제복을 입고 검은색 특수 추격차량을 무단으로 사용하여 갱단원들을 추격하고 제거한다. 그는 토커터, 부바, 조니가 설치한 덫에 걸리기 전까지 몇 명을 죽인다. 부바는 맥스의 다리에 총을 쏘고 그의 팔을 들이받는다. 맥스는 이에 대한 보복으로 단총신 산탄총으로 부바를 쏠 수 있게 된다. 토커터와 조니는 달아나고, 맥스는 비틀거리며 자신의 차로 가서 토커터를 추격하여 다가오는 세미 트레일러의 경로로 몰아넣어 그를 죽인다.
마지막으로 맥스는 차 사고 현장에서 사망한 운전자의 부츠를 훔치는 조니를 발견한다. 그는 맥스 가족의 죽음에 자신이 책임이 없다고 주장하지만, 맥스는 조니의 발을 전복된 차량에 수갑으로 채우고 새는 휘발유와 조니 자신의 담배 라이터를 사용하여 조잡한 시한 도화선을 만든다. 그는 조니에게 생존하고 싶다면 수갑을 톱질하거나(10분 소요) 발목을 톱질해야 한다고(5분 소요) 말하며 쇠톱을 준다. 맥스가 운전하여 떠나자 차량이 폭발한다.

## 한국판 성우진

### MBC (1992년 9월 11일)
- 양지운 - 맥스(멜 깁슨)
- 박소현 - 제시(조안느 사무엘)
- 탁원제 - 피피(로저 워드)
- 최병학
- 김은영
- 이경자
- 김기현
- 윤지하
- 탁재인
- 이인성

### KBS (1997년 10월 15일)
- 홍시호 - 맥스(멜 깁슨)
- 이선 - 제시(조안느 사무엘)
- 김준 - 구스(스티브 비슬리)
- 강구한 - 토커터(휴 키스번)
- 임수아 - 메이(셰일라 플로랜스)
- 주호성 - 역장(레그 에반스)
- 한상덕 - 피피(로저 워드)
- 임성표 - 나이트라이더(빈센트 길) / 컨듈린(폴 존스턴)
- 박홍식 - 음식점 손님(폴 영) / TV 방송 앵커(닐 톰슨)
- 문관일 - 루프(스티브 밀리챔프) / 정비공(닉 라소리스)
- 홍승섭 - 조니(팀 번즈) / 사스(스티븐 클락) / 배리(데이빗 캐머런)
- 김소형 - 찰리(존 레이) / 범바(제프 패리) / 경찰국장(조너선 하디) / 머드거츠(데이빗 브랙스)
- 정미경 - 나이트라이더의 여친(룰루 핀커스)

### SBS (2006년 5월 14일)
- 김일 - 맥스(멜 깁슨)
- 박소라 - 제시(조안느 사무엘)
- 설영범 - 반장(로저 워드)
- 송준석 - 토루 카터(휴 키스번)
- 안정현
- 신상숙
- 이호인
- 홍승섭
- 오인성
- 김영진
- 김호성
- 이상범